# زاروو (آدیغیه)
زاروو (به لاتین: Zarevo) یک منطقهٔ مسکونی در روسیه است که در آدیغیه واقع شده‌است.